# Silke Van Avermaet
Silke Van Avermaet (2 juni 1999) is een Belgisch volleybalster. Ze speelt als middenaanvalster.

## Levensloop
Van Avermaet groeide op in Baasrode en was tijdens haar jeugd actief bij JTV Berlare-Zele. Haar middelbare studies volbracht ze aan de Topsportschool Vilvoorde. Hierop aansluitend ging ze aan de slag bij Asterix Kieldrecht en vervolgens dien opvolger Asterix Avo Beveren. Met deze club werd ze zesmaal landskampioen (2016, 2017, 2018, 2019, 2020 en 2021) en won ze viermaal de Beker van België (2016, 2017, 2018 en 2021). Daarnaast won ze met Asterix ook viermaal de Supercup (2016, 2017, 2018 en 2019). In 2021 maakte ze de overstap naar het Franse ASPTT Mulhouse. Met deze club won ze tweemaal de Supercup (2012 en 2022) en werd ze in 2021-'22 vice-landskampioen.
Daarnaast is ze actief bij het Belgisch volleybalteam, de Yellow Tigers. Van Avermaet debuteerde voor de nationale equipe in mei 2018.

## Palmares
- 2017/18:  Kampioenschap van België - beste middenaanvalster
- 2018/19:  Kampioenschap van België - beste middenaanvalster
- 2018/19:  Kampioenschap van België - beste serveerster
- 2019/20: Supercup van België - beste serveerster
- 2020/21:  Beker van België - MVP
- 2020/21:  Beker van België - beste middenaanvalster
- 2020/21:  Kampioenschap van België - beste middenaanvalster
- 2020/21:  Kampioenschap van België - MVP